# Coccopygia quartinia
Coccopygia quartinia là một loài chim trong họ Estrildidae.